# Progressive trance
Progressive trance is een rustigere vorm van normale trance met een lager tempo (bpm) en meestal een lange, dromerige opbouw. Veelal is progressive trance complexer van aard en dikwijls zijn er ook invloeden van house en techno in te horen. De tijdsduur van de nummers is ook meestal een stuk langer dan die van gewone trancenummers. Een goed voorbeeld hiervan is Xpander van Sasha (11:29 minuten). Duren de meeste 'normale' trancenummers ongeveer tussen de vijf en zeven minuten, een progressive trancenummer duurt al snel rond de negen minuten. Vanaf 2003 pikken steeds vaker producers van psychedelic trance het genre op. Vanaf 2004 is er duidelijk een versmelting tussen de twee stromingen hoorbaar, waarbij de melodielijnen hypnotiserender worden en de eerst nogal vaak voorkomende zanglijnen verdwijnen.
Progressive trance is midden jaren 90 ontstaan na het ontstaan van trance begin jaren 90. Met name BT, Sasha en Paul van Dyk hebben een belangrijke rol gespeeld bij de ontwikkeling van progressive trance. Daarnaast zijn Above & Beyond en Chicane bekende namen binnen het genre. In de muziek van Faithless en Hybrid zijn verder sterke invloeden van progressive trance te horen.
Een stijl die in de buurt ligt van progressive trance is progressive house, met als voornaamste verschillen dat progressive house langzamer is, gefundeerd is op house en meer bastonen bevat. In progressive house zijn echter vaak typisch trance-achtige leads te horen. Progressive trance is juist in de basis trance en heeft een ruimtelijker karakter, terwijl de vaak opvallende leads lang niet altijd uitgesproken trance-achtig zijn. Progressive house heeft ook vaker een zweem van electro in zich (en gaat daarmee soms richting electrohouse).